# Pomorska arheologija
Pomorska arheologija istražuje, tumači i čuva pomorsko naslijeđe čovječanstva. 
Njezine tri grane proučavaju podmorje, plovidbu i pomorske kulture.

## Podmorska arheologija
Podmorska arheologija istražuje brodske olupine i njihova nalazišta. Proučava kako dolazi do brodoloma, kako brod tone na dno, kako se ostatci broda i tereta raspadaju kroz vrijeme itd. 
U podmorskoj arheologiji vrlo su važne tehnike proučavanja olupina i održavanja arheoloških nalazišta.

### Povijest
Već Aristotel u 4. stoljeću prije Krista spominje ronioce koji su kao pomagalo imali brončano zvono sa zrakom. Kasnije, u starom Rimu, urinatores vadili su terete iz bogato opremljenih potonulih brodova.
Sve do 17. stoljeća, unatoč projektima izumitelja poput Leonarda da Vincija, ronjenje napredovaše sporo. Novi poticaji, koje su između ostalih dali Kessler i Halley (vidi dolje), pokrenuli su niz istraživanja i izuma do naših dana.
Od prvog ronilačkog zvona do ronilačkog odijela Cousteaua i Gagnana, podmorska istraživanja znatno su napredovala. Čovjek se postupno odmicao od morske površine pa danas može raditi na 300 metara dubine, spuštati se pojedinačno do 600 metara, a u podmornici i do 11 000 metara.

### Kronologija
1. stoljeće prije Krista: Ronioci zvani Urinatores vade jedan dio amfora iz rimske olupine kod grada Madrague de Giens.
4. stoljeće naše ere: Rimski pisac Flavije Renat govori o čovjeku koji se kreće pod vodom udišući zrak iz mješine.
15. stoljeće: Leonardo da Vinci u Codex Atlantici crta ronilačke peraje i disalicu.
1535.: Francesco de Marchi u drvenoj kacigi i kristalnom viziru zaranja do potonulog rimskog broda u jezeru Nemi.
1616.: Franz Kessler izrađuje prvo ronilačko zvono.
Kraj 17. stoljeća: Edmond Halley usavršava Kesslerovo zvono.
1797.: Usavršen je Klingertov stroj. Ronilac je i dalje spojen na uronjeni sanduk sa zrakom pod pritiskom.
1837.: Auguste Siebe izrađuje prvo praktično ronilačko odijelo punjeno zrakom pomoću pumpe na površini.
1926.: Yves Le Prieur izrađuje prvo ronilačko odijelo s vlastitim punjenjem.
1934.: Louis de Corlieu izrađuje prve ronilačke peraje.
1943.: Cousteau i Gagnan izrađuju ronilačko odijelo s regulacijom kisika.
1950.: Arheolog Nino Lamboglia vadi amfore iz olupine rimskog broda u Albengi pomoću mehaničkog vitla.
1952.: Prvo podmorsko arheološko istraživanje pod Cousteauovim vodstvom na nalazištu Grand Congloué u Marseilleu.

### Tehnike istraživanja
Prije svega, nalazište treba očistiti. Ako je pokriveno gustim algama, koristi se štrcaljka koja razbija talog. Kad je nalazište čisto, polaže se referentna mreža namijenjena računanju koordinata. U klasičnoj metodi postavlja se četverokutna mreža najlonskih žica ili PVC-cijevi s kvadratima od 2x2 ili 4x4 metra.
Olupina se istražuje pomoću jakih podvodnih usisavača na zrak i vodu. Nalazi se izravno numeriraju stavljanjem oznaka na pripadajućim fotografijama; ispravno numerirani unose se u plan. 
Odnedavno je moguće i virtualno podmorsko istraživanje; strojevi snimaju tisuće fotografija olupine, koje se zatim rekonstruiraju u jednu sliku na računalu.

### Određivanje starosti
Zahvaljujući nuklearnoj fizici i akceleratorima, dovoljna je mala količina ugljika s nekog predmeta da se odredi njegova starost. 
Dendrokronologija je tehnika koja omogućuje vrlo precizno određivanje starosti arheoloških nalazišta koja sadrže drvo. Posebno je korisna za potonule drvene brodove. Ova tehnika proučava godove na drvetu i određuje klimatsko razdoblje koje odražavaju. 
Radiografija se koristi za proučavanje metalnih predmeta, npr. oružja koje je prekriveno tvrdim morskim naslagama.

### Održavanje
Elektroliza čisti površine određenih metala, kao što je olovo ili srebro, kao i metalnih površina koje nisu dostupne 
drugim tehnikama, npr. unutrašnjost brončanih topova. Osim toga, služi i za stabilizaciju te dekontaminaciju nekih metala jer skida kloride koji se talože na arheološkim metalima.
Obično sušenje isparavanjem može uništiti arheološku kožu ili drvo kad su puni vode. Zato se koristi liofilizacija, kontrolirano sušenje uz kemijsku obradu. Predmet se prvo impregnira, zatim zamrzne, a onda se led pod niskim pritiskom pretvara u paru a da ne prođe kroz tekuće agregatno stanje. Para se zatim kondenzira na vrlo niskoj temperaturi.

## Vanjske poveznice
- Zaštićeno podmorje u Hrvatskoj